# Бакалка (река)
Бакалка — река в России, протекает в Шарлыкском и Пономарёвском районах Оренбургской области. Исток реки находится около села Алексеевка Пономарёвского района Оренбургской области. Является левобережным притоком реки Дёмы, её устье находится в 455 км от устья реки Дёмы, около села Дюсьметьево. Длина реки составляет 20 км. Населённые пункты у реки: Алексеевка.

## Данные водного реестра
По данным государственного водного реестра России относится к Камскому бассейновому округу, водохозяйственный участок реки — Дёма от истока до водомерного поста у деревни Бочкарёва, речной подбассейн реки — Белая. Речной бассейн реки — Кама.
Код объекта в государственном водном реестре — 10010201312111100024267.